# Orlando di Lasso
Orlando di Lasso (Orlandus Lassus, Roland de Lassus, Roland Delattre) (ur. 1532 w Mons, zm. 14 czerwca 1594 w Monachium) – franko-flamandzki kompozytor późnego renesansu, działający przede wszystkim w Niemczech.

## Życiorys
Urodził się pomiędzy 1530 a 1532 r. w Mons (prowincja Hainaut, północny zachód dzisiejszej Belgii). Najprawdopodobniej jego prawdziwym nazwiskiem był Roland de Lassus. O jego pochodzeniu i wychowaniu muzycznym nic nie wiadomo. W 1544 przyjęto go do chóru generała Ferdynanda Gonzagi. Wraz z nim wyjechał do Francji, a potem do Mantui, Palermo, Mediolanu i Neapolu, gdzie zaczął komponować villanelle. W 1551 otrzymał posadę organisty i maestro di cappella w kościele św. Jana na Lateranie. Trzy lata później, na wieść o chorobie rodziców, opuścił Rzym i udał się do Mons. W latach 1554–1556 uczył muzyki w domach zamożnych arystokratów w Antwerpii. Następnie podjął pracę w kapeli dworskiej książąt Wittelsbachów w Monachium. W 1563 został kapelmistrzem tegoż zespołu. Do połowy lat 70. bawarska kapela dworska należała do najlepszych i najliczniejszych tego rodzaju zespołów w Europie. Później jednak została radykalnie zmniejszona, ze względu na poważne zadłużenie monachijskiego dworu. Podczas wieloletniej służby na dworze, Orlando di Lasso odbywał liczne podróże po Europie, zdobył powszechne poważanie i szacunek wśród rodzin królewskich i książęcych. Cieszył się uznaniem nie tylko ze względu na swój wybitny talent, lecz także ze względu na kulturę osobistą, tolerancyjność, miłe usposobienie i duże poczucie humoru (otrzymał m.in. papieski tytuł Kawalera Orderu Złotej Ostrogi). Zmęczony przykrymi stosunkami na dworze oraz chorobą (najprawdopodobniej apopleksją) powołał w 1594 r. fundację dla ubogich w szpitalu Świętego Ducha w Monachium. Zmarł w czerwcu tego samego roku i został pochowany na cmentarzu franciszkanów w Monachium.

## Twórczość
Orlando di Lasso należał do najpłodniejszych kompozytorów w historii muzyki. Skomponował przeszło 2000 dzieł. Pisał wyłącznie utwory wokalne, niektóre przeznaczał do wykonania z towarzyszeniem instrumentów. Tworzył głównie gatunki pieśniowe: villanelle, moreski, 3-8 głosowe canzony. Do charakterystycznych cech jego kompozycji należy stosowanie formy ronda, zestawienie odcinków w dwu- i trójmiarze, styl deklamacyjny oraz elementy ilustracyjne i onomatopeiczne. Do najważniejszych form twórczości Orlanda di Lasso należą 4-5 głosowe madrygały do tekstów świeckich, np. Petrarki, oraz religijnych. Oprócz madrygału największym osiągnięciem twórczym kompozytora, są 2-12 głosowe motety, których napisał ponad 1000. Bardzo ważną rolę odgrywa w nich chromatyka. Mają one tematykę religijną, a także świecką – panegiryczną, polityczną, humorystyczną. Niewielką grupę stanowią motety klasyczne, oparte na tekstach Wergiliusza, Horacego lub XVI-wiecznych humanistów. Szczególnym gatunkiem są jednolite stylistycznie bicinia i tricinia, oparte na tekstach Ewangelii, psalmach, prozach maryjnych. Orlando di Lasso pisał też, choć w mniejszym zakresie, utwory cykliczne oparte na tekstach liturgicznych i biblijnych: msze, oficja, magnificaty, pasje, psalmy.
Orlando di Lasso jest jednym z najwybitniejszych przedstawicieli polifonii renesansowej. W swych kompozycjach perfekcyjnie łączy wszystkie środki powstałe w szkołach flamandzkich i włoskich.
Uważa się go także za inicjatora opery. Jako pierwszy wystawił w Monachium improwizowaną sztukę ze śpiewami, co później zainspirowało Jacopo Periego do napisania pierwszej opery "Dafne".

## Dzieła
Motety łacińskie
- Alia est enim persona Patris
- Beati pacifici
- Beati pauperes spiritu
- Bestia curvafia pulices
- Cum rides mihi
- Da pacem Domine in diebus nostris
- Data est de lachrymis
- Dies enim sollemnis agitur
- Domine, quando veneris.
- Ecce Panis angelorum.
- Et tamen non tres aeterni
- Gloria Patri, et Filio, et Spiritui Sancto
- Haec est fides catholica
- Lauda Sion salvatorem
- Praesidium Sara
- Pronuba Juno
- Quicumque vult salvus esse
- Quod non capis
- Zachaee, festinans descende

Chanson francuskie
- Lucescit jam o socii
- Nunc bibamus non segniter
- Voir est beaucoup.

Madrygały włoskie
- A voi Guglielmo invitto
- Ah dolce suon'
- Al gran Guglielmo nostro
- Ben convenne
- Canzon se l'esser meco
- Che più d'un giorno è la vita mortale
- Come la notte ogni fiamella è viva
- Come lume di notte in alcun porto
- Dapoi che sotto'l ciel cosa non vidi
- Deh perchè voglio anco di me dolermi
- Di quà di là va le noiose piume
- Di terrena armonia satia l'anima mia
- Dunque fia ver dicea che mi convegna
- La non vol esser più mia
- Ma che morta
- Madonna sa l'amor
- Ove d'altra montagna. 6 Fragmenty
- Ove le luci giro un tenebros' horrore
- Pensier dicea ch'el cor
- Si com' i fiori da l'ardente sole
- Signor da l'alto throno
- Solo n'andro
- Spent' è d'amor

4 Pasje
- Według św. Mateusza 1575
- Według św. Marka 1582
- Według św. Łukasza 1582
- Według św. Jana 1580

Msze
- Msze 1-9

Missa super: Ie menge poinct de porcq - La la maistre Pierre - Pilons pilons lorge - Frere Thibault - Le Berger et la Bergere - Ite rime dolenti - Scarco di doglia - Sidus ex claro - Credidi propter
- Msze 10-17

Missa ad imitationem moduli: Doulce memoire - Puis que i'ay perdu - O passi sparsi - Iager - Missa De Feria - Missa Pro Defunctis - Missa ad imitationem moduli: Susanne un iour - Surge propera
- Msze 18-23

Missa ad imitationem moduli: Tous les regretz - In te Domine speravi - Vinum bonum - Missa super: Il me suffit - Entre vous filles - Veni in hortum meum.
Dodatek: Cruxifixus der Messe "In te Domine speravi" z dodanym Sopranem - Sanctus I der Messe "Entre vous filles" - Hosanna z Mszy "Entre vous filles"
- Msze 24-29

Missa super: Dittes Maistresse - Amar donna - Qual donna attende à gloriosa fama - In die tribulationis - Io son ferito ahi lasso - Missa pro Defunctis.
- Msze 30-35

Missa super: Laudate Dominum - Quand'io penso al martire - Domine secundum actum meum - Locutus sum - Congratulamini mihi - Beatus qui intelligit
- Msze 36-41

Missa super: Dixit Joseph - Bella Amfitrit'altera - Amor ecco colei - Certa fortiter - Ecce nunc benedicite - Deus in adiutorium.
- Msze 42-48

Missa super: "Confundantur superbi" - Missa "De Feria in Quadragesima" - Missa "De Feria in Septimana Sancta" - Missa super "On me l'a dict" - Missa super "Je prens en gres" - Missa super "Si rore aenio" - Missa Paschalis
- Msze 49-55

Missa super: Qui la dira - Domine Dominus noster - Je suis desheritee - Triste depart - Jesus ist ein süßer Nam' - Osculetur me - Missa Sesquialtera
- Msze 56-63

Missa super: Benedicam Dominum - Rompi de l'empio cor - Or sus à coup - Se salamandre - Surrexit pastor bonus I - Si me tenez - Mon coeur se recommande à vous - Officium Mortuorum 
- Msze 64-70

Missa Cantorum - Missa super: Surrexit pastor bonus II - Ecce Maria - In principio - Deus misereatur - 6 Fragmente - Modellkompositionen Dittes maitresse (de Monte) – Domine, secundum actum meum (Iacquet) – Doulce memoire (Sandrin) – Ecce nunc benedicite (Daser) – Entre vous filles (Clemens non Papa) – Frere Thibault (Certon) – Il me suffit (Sermisy) – Io son ferito ahi lasso (Palestrina) – Ite rime dolenti (Cyprian de Rore) – Je prens en gre (Clemens non Papa) – Je suys desheritee (Lupi) – La, la, maistre Pierre - (Sermisy) – Le berger et la bergiere (Gombert) – On le m'a dict (Certon) – O passi sparsi (Festa) – Or sus à coup (Crecquillon) – Pilons pilons l'orge (Sermisy) – Puis que i'ay perdu (Lupi) – Qual donn' attend' a gloriosa fama (Cyprian de Rore) – Quand'io pens'al martire (Arcadelt) – Qui la dira (Willaert) – Rompi de l'empio cor (Willaert) – Scarco di doglia (Cyprian de Rore) – Se salamandre (Crecquillon) – Si me tenez (Crecquillon) – Si rore Aonio (Willaert) – Tous le regretz (Gombert) – Triste depart (Gombert) –
Magnificat:
- Magnificat 1-24

8 utworów a’ 8 Toni (Primi Toni - Octavi Toni) zu sechs Stimmen - 8 utworów a’ 8 Toni (Primi Toni - Octavi Toni) na 5 głosów - 8 utworów a’ 8 Toni (Primi Toni - Octavi Toni) na 4 głosy
Orgel-Intavolierungen von Magnificat Octavi Toni a 6 und Magnificat Septimi Toni a 5
- Magnificat 25-49

11 utworów a‘8 Toni (Primi Toni - Octavi Toni) zu 4 und 8 Stimmen - Magnificat Quarti Toni "Ancor che col partire" a 5 – Magnificat Primi Toni "Si par souhait" a 4 – Magnificat Secundi Toni "Il est jour" a 4 – Magnificat Secundi Toni "Quanto in mille anni il ciel" a 6 – Magnificat Primi Toni "Dessus le marché d'Arras" a 6 – Magnificat Primi Toni "Susanne un Iour" a6 – Magnificat Peregrini Toni "Deus in adjutorium meum intende" a 6 – Magnificat Secundi Toni "Ecco ch'io lasso il core" a 6 – Magnificat primi Toni "Omnis enim homo" a 6 – Magnificat Septimi Toni "Amor ecco collei" a 6 – Magnificat Quarti Toni "Quando io lieta sperai" a 6 – Magnificat Octavi Toni "Aria de un Sonetto" a 5 – Magnificat Tertii Toni "Mort et fortune" a 5 – Magnificat Secundi Toni "Mais qui pouroit estre celuj" a 6 
- Magnificat 50-70

Magnificat Secundi Toni "O s'io potessi" a 4 – 6 Magnificat a 5 – Magnificat Secundi Toni "Las, je n'iray plus" a 5 – Magnificat Secundi Toni "Tant vous ales doulce" a 6 – Magnificat Septimi Toni "Hélas, j'ai sans merci" a 5 – Magnificat Septimi Toni "S'io esca vivo" a 6 – 4 Magnificat a 4 und a 8 – Magnificat Quinti Toni "Omnis homo primum bonum vinum ponit" a 6 – Magnificat Sexti Toni a 5 – Magnificat Sexti Toni "Dies est laetitiae" a6 – Magnificat Octavi Toni "Benedicta es Regina coelorum" a 6 – Magnificat Secundi Toni "Praeter rerum seriem" a 6 – Magnificat Secundi Toni "Ultimi miei sospiri" a 6 
- Magnificat 71-92

10 Magnificat a 5 – Magnificat Sexti Toni "Dalle belle contrade" a 5 – Magnificat Septimi Toni "Recordare Jesu pie" a 6 – Magnificat Septimi Toni "Margott laboures les vignes" a 4 – Magnificat Octavi Toni "Alma real" a 5 – Magnificat Secundi Toni "O che vezzosa aurora" a 6 – Magnificat Septimi Toni "D'ogni gratia e d'amor" a 6 – Magnificat Perpulchrum Septimi Toni a 7 – Magnificat Tertii Toni "S'io credessi per morte essere scarco" a 4 – Magnificat Sexti Toni "Beau le cristal" a 4 – Magnificat Septimi Toni "Pange lingua" a 4 – Magnificat Primi Toni a 5 – Magnificat Septimi Toni " Vous perdes temps" a 5 
- Magnificat 93-110

Magnificat Octavi Toni "Vola, vola pensier" a 5 – 3 Magnificat na 5, 6 i 8 głosów
Magnificat Septimi Toni "Erano capei d’oro" a 5 – Magnificat Secundi Toni a 6 – Magnificat Sexti Toni "Si vous estes ma mye" a 6 – Magnificat Secundi Toni "Memor esto verbi tui" a 6 – Magnificat Octavi Toni "Aurora lucis rutilat" a 10 – Magnificat Septimi Toni a 10 – 8 Magnificat a’ 4 i 8 Toni (Primi Toni - Octavi Toni).
- Dodatek: Inne kompozycje

Alma real, se come fida stella (Cipriano de Rore) – Ancor che col partire Cipriano de Rore) – Aria d'un sonetto (Unbekannt) – Benedicta es, coelorum regina (Josquin) – Da le belle contrade (Cipriano de Rore) – D'ogni gratia e d'amor (Striggio) – Ecco ch'io lass'il core (Striggio) – Erano capei d’oro (Nanino) – Il est jour (Sermisy) – Mort et fortune (Gombert) – O che vezzosa aurora (Vecchi) – Omnis homo primum bonum vinum ponit (de Wert) – O s'io potessi, donna (Berchem) – Praeter rerum seriem (Josquin) – Quando io lieta sperai (de Rore) – Quant' in mille anni ciel (Nolleto) – S'io credessi per morte essere scaro (de Reulx) – Susanne on jour (Lupi) – Tant vous allez doux (Abran) – Ultimi miei sospiri (Verdelot) – Vergine bella (de Rore) – Vola, vola pensier, fuor del mio petto (Anonym) – Vous perdez temps (Sermisy) – 
- Hymn "Dies et laetitia / Hymnus "Pange lingua gloriosi"

Hymnarium (1580/81)
Christe redemptor omnium - Iste confessor - Jesu corona virginum - Conditor alme siderum - Christe redemptor omnium - Salvete flores martyrum - Hostes herodes impie - O lux beata Trinitas - Lucis creator optime - Ave maris stella - Audi benigne conditor - Ad preces nostra - Te lucis ante terminum - Vexilla regis prodeunt - Ad coenam agni providi - Jesu nostra redemptio - Veni creator spiritus - Pange lingua gloriosi - Ut queant laxis - Aurea luce et decore - Doctor egregie - Lauda mater Ecclesia - Petrus beatus catenarum - Quicumque Christum queritis - Tibi Christe splendor patris - Tristes erant apostoli - Deus tuorum militum - Rex gloriose martirum - Exultet coelum laudibus - Deus tuorum militum - Sanctorum meritis - Urbs beata Jerusalem - Psalm 113: In exitu Israel – 
- Dodatek

Haec dies, quam fecit Dominus - Te lucis ante terminum - Custodes hominum - Fortem virili pectore - Fit porta Christi pervia
Lectiones
- 9 Lekcji / Hiob (ca 1558-1560) (Lectio prima - Lectio nona) –
- 9 nowych Lekcji /Hiob (1580-1582) (Lectio prima - Lectio nona) –
- 3 Lekcje "Matutinae de nativitate Christi" (Lectio prima - Lectio tertia)

Lagrime di San Pietro
Il magnanimo Pietro - Ma gli archi - Tre volte haveva - Qual a l'incontro - Giovanne donna - Cosi talhor - Ogni occhio del signor - Nessun fedel trovai - Chi ad una ad una - Come falda di neve - E non fu il pianto suo - Quel volto - Veduto il miser - E vago d'incontrar - Vattene vita va - O vita troppo rea - A quanti già felici - Non trovava mia fé - Queste opre e più - Negando il mio signor - Vide homo
Prophetiae Sibyllarum
Prolog: Carmina Chromatico quae audis modulata tenore... - Sibylla Persica: Virgine matre satus - Sibylla Libyca: Ecce dies venient - Sibylla Delphica: Non tarde veniet - Sibylla Cimmeria: In teneris annis - Sibylla Samia: Ecce dies, nigras quae tollet - Sibylla Cumana Iam mea certa manent - Sibylla Hellespontica: Dum meditor quondam vidi - Sibylla Phrygia: Ipsa deum vidi summum - Sibylla Europaea: Virginis aeternum veniet - Sibylla Tiburtina: Verax ipse deus dedit haec - Sibylla Erythraea: Cerno dei natum - Sibylla Agrippa: Summus erit sub carne satus
Lamentationes Jeremiae Prophetae
1. Lamentationes Hieremiae Prophetae à 5. Feria quinta in Coena Domini.
Lamentatio prima primi diei: Incipit Lamentatio Jeremiae Prophetae / Quomodo sedet sola civitas plena populo! – 
Lamentatio secunda primi diei: Recordata est Jerusalem dierum afflictionis suae
Lamentatio tertia primi diei: O vos omnes qui transitis per viam - Jerusalem, Jerusalem convertere - Feria sexta in Parasceve.
Lamentatio prima secundi diei: De Lamentatione Jeremiae Prophetae / Cogitavit Dominus dissipare – 
Lamentatio secunda secundi diei: Cui comparabo te - Lamentatio tertia secundi diei: Ego vir videns paupertatem meam - Jerusalem, Jerusalem - Sabbato sancto.
Lamentatio prima tertii diei De Lamentatione Jeremiae Prophetae / Misericordia Domini, quia non sumus consumpti – 
Lamentatio secunda tertii diei: Quomodo obscuratum est aurum – 
Lamentatio tertia tertii diei: Incipit Oratio Jeremiae Prophetae / Recordare, Dominmi, quid acciderit nobis - Jerusalem, Jerusalem – 
Offcia i Proprium Missae
Vidi aquam - Asperges me (quarti und septimi toni) –
Puer natus est nobis –
Dies sanctificatus – 
Natus ante saecula – 
Viderunt omnes fines terrae – 
Resurrexi – 
Haec dies – 
Pascha nostrum (Alleluia und Communio) – 
Victimae paschali laudes – 
Spiritus Domini – 
Veni Sancte Spiritus (Alleluja i Sekwencja) – 
Factus est repente – 
Cibavit eos – 
Caro mea vere est cibus – 
Lauda Sion Salvatorem – 
Qui manducat carnem meam – 
Stabat Mater a 8 – 
Suscepimus, Deus – 
Alleluia (post partum virgo inviolata) – 
Responsum accipit Simeon – 
Lumen ad revelationem gentium – 
Dies irae a 4 – 
Dominus dixit ad me (Introitus und Alleluia) – 
In splendoribus sanctorum – 
Ecce advenit dominator – 
Vidimus stellam ejus (Alleluia und Communio) – 
Viri Galilaei – 
Ascendit Deus in jubilatione – 
Psallite Domino – 
Cibavit eos – 
Caro mea vere est cibus – 
Qui manducat carnem meam – 
Lauda Sion Salvatorem a 6 – 
Resurrexi – 
Haec dies – 
Pascha nostrum (Alleluia und Communio) – 
Introduxit vos Dominus – 
Angelus Domini – 
Victimae paschali laudes – 
Surrexit Dominus – 
Aqua sapientiae – 
Surrexit Dominus – 
Si consurrexistis – 
Esto mihi in Deum – 
Manducaverunt, et saturati – 
Benedicite Dominum – 
Alleluia (Sancte Michael Archangele) – 
Benedicite omnes Angeli
Śpiewy, Responsoria i muzyka do mszy
I: Nunc dimittis: 13 utworów
II: Benedictus Dominus Israel: 3 utwory
Psalmus poenitentialis "Miserere mei Deus a 9"
III: Responsoria. 24 utwory (Responsoria pro Triduo Sacro in Nocturno II et III, quatuor vocum)
Amicus meus osculi – 
Judas mercator pessimus – 
Unus ex discipulis – 
Eram quasi agnus – 
Una hora non potuistis – 
Seniores populi consilium – 
Tamquam ad latronem – 
Tenebrae factae sunt – 
Animam meam dilectam – 
Tradiderunt me in manus – 
Jesum tradidit impius – 
Caligaverunt oculi mei – 
Recessit pastor noster – 
O vos omnes – 
Ecce quomodo moritur – 
Astiterunt reges terrae – 
Aestimatus sum – 
Sepulto domino signatum - (Invitatorium et Responsorium in die Sancto Paschae, sex vocum): Invitatorium, Surrexit Dominus vere - Responsorium, 
Dum transisset Sabathum - (Responsoria in Nativitate Domini, quinque vocum): Hodie nobis caelorum - Hodie nobis de caelo – 
Quem vidistis, pastores - (Responsorium in exequiis, quatuor vocum): Libera me Domini de morte – 
IV: Antyfony. 14 utworów (Antiphonae septem ad Vesperas Corpori Christi, sex vocum)
Sacerdos in aeternum – 
Miserator Dominus – 
Calicem salutaris – 
Sicut novellae – 
Qui pacem ponit - (2 Antiphonae ad Magnificat): 
O quam suavis – 
O sacrum convivium - (Antiphonae septem ad Vesperas Sancti Michaelis, quaturo vocum): Dum sacrum mysterium – 
Stetit Angelus juxta aram templi – 
Dum praeliaretur Michael Archangelus – 
Archangele Michael, constitui – 
Angeli Domini – 
Angeli, Archangeli, Throni et Dominationes – 
Princeps gloriosissime- 
V: Utwory niepewnego pochodzenia
Benedictus Dominus Deus Israel a 5 (Sexti toni), 
In manus tuas a 5, 
Christe qui lux es et dies a6, 
Nunc dimittis a6 (Sexti toni)
Litanie, Falsibordoni i utwory mszalne
I: 12 Litaniae Beatae Mariae Virginis (Litaniae Lauretanae) na 4 lub 1 głos 
II: Litaniae Deiparae Beatae Mariae Virginis ex Sacra Scriptura depromptae na 4 głosy
III: 3 Litaniae omnium Sanctorum na 4, 5 i 7 głosów
IV: 23 Falsibordoni na 4 i 5 głosów
V: Psalmus in Falsoborne (In exitu Israel de Egypto) na 6 głosów 
VI: 3 Deus in adjutorium na 4 głosy
VII: Responsiones in Missa Post Misereatur; Ante Evangelium; Ad Praefationem; Post Pater noster; Post Ite missa est 
7 Psalmów z Motetami "Laudes Domini"
Primus Psalmus (Psalm 6): Domine, ne in furore ... miserere mei – 
Secundus Psalmus (Psalm 32/31): Beati quorum remissae sunt – 
Tertius Psalmus (Psalm 38/37): Domine, ne in furore ... quoniam – Quartus Psalmus (Psalm 51/50): Miserere mei, Deus – Quintus Psalmus (Psalm 102/101): Domine, exaudi, orationem meam, et clamor – 
Sextus Psalmus (Psalm 130/129): De profundis clamavo ad te, Domine – 
Septimus Psalmus (Psalm 143/142): Domine, exaudi orationem meam; auribus – 
Motety Laudes Domini
Prima pars: Laudate Dominum, de caelis – 
Secunda pars Laudate Dominum, de terra – 
Tertia pars: Juvenes et virgines – 
Quarta pars: Laudate eum in virtutibus